# Буквенные слова современного китайского языка
Буквенные слова (кит. упр. 字母词, пиньинь zìmŭcí, англ. lettered-words) — это слова современного китайского языка, записываемые либо полностью буквами иностранных (преимущественно латинского) алфавитов, либо с их участием.
В первом случае это заимствованные аббревиатуры слов/словосочетаний английского языка и несокращённые иностранные слова, вошедшие в китайский язык в буквенной записи знаками латинского алфавита, а также аббревиатуры собственно китайских слов и словосочетаний, записывающиеся в китайском языке с помощью китайской фонетической азбуки пиньинь, например:
СD (compact disk «компактный диск»);
UFO (unidentified flying object «неопознанный летающий объект»);
HSK (汉语水平考试 hànyǔ shǔipíng kǎoshì «государственный экзамен по китайскому языку»);
ММ (妹妹 mèimei «младшая сестра»);
BB (宝贝 băobèi «ребёнок») и др.
Во втором случае это слова, сочетающие в своём составе буквенный и иероглифический компоненты, или «слова-метисы» 混血儿 hùnxuer в китайской терминологии. Например:
卡拉OK («караоке»);
Т恤 (Т-shirt «футболка»);
call台 («телефонный информационный центр» = call «звонок» + 台 tái «стойка, прилавок, трибуна»);
三G手机 («мобильные телефоны третьего поколения» = 三 sān «три» + Generation «поколение» + 手机 shǒujī «мобильный телефон») и др.
К буквенным словам также относятся популярные заимствованные слова английского языка, вошедшие в китайский язык в своём изначальном виде, то есть в полной буквенной записи: kiss «поцелуй», call «звонок», ball «мяч», smile «улыбка», nice «замечательный» и др.
На фоне общего потока заимствований происходят активные словообразовательные процессы с использованием формо- и словообразовательных средств самого китайского языка.
Выпущенный в 2001 году Шанхайским издательством словарей (кит. упр. 上海辞书出版社) под редакцией Лю Юнцюаня (刘涌泉)   словарь буквенных слов (кит. упр. 字母词词典) содержит 2004 словарных статьи. Используемые буквенные слова среди иероглифов занимают около одной тысячной части.

## История
Проведение «политики реформ и открытости внешнему миру», провозглашённой Дэн Сяопином в 1979 г., начавшееся вскоре повсеместное внедрение новейших информационных технологий, стремительное распространение сети Интернет, увеличение пользователей сетевых ресурсов, интенсификация международного взаимодействия повлекла за собой необходимость заимствовать международную терминологию, обрабатывать и создавать огромное количество новой лексики. Повсеместное использование иностранных слов в журнальных, газетных текстах, рекламе, теле- и радиоэфире, в речи носителей китайского языка стало неотъемлемым признаком современного мышления и образа жизни. Именно с этого времени можно говорить о формировании особого — буквенного — пласта китайской лексики и о буквенном этапе её развития.
Одним из основных источников проникновения заимствуемых и образования собственных буквенных слов служат материалы всемирной электронной сети Интернет (электронные версии новостных, общепопулярных, молодёжных, развлекательных изданий КНР, официальные публикации на сайтах китайских университетов, многочисленные форумы и блоги).
Графическая запись буквами обусловливает обособленность буквенных заимствований по отношению к заимствованиям предыдущих этапов, записывавшихся в китайском языке иероглифами.
Возвращаясь к истокам реформирования современного китайского языка, нельзя не вспомнить выдающегося китайского писателя прошлого столетия Лу Синя и его знаменитого персонажа 阿Q (А-Кью). Именно 阿Q долгое время оставался единственным примером слова-метиса в китайском языке. Отдавая дань неизменной китайской традиции обращения к классике, автор одной из знаковых статей о буквенных словах в современном китайском языке говорит: «阿Q不再孤独，让我们为他高兴吧！» — «А Кью больше не одинок, порадуемся за него!»